# Oderbrücke Frankfurt (Eisenbahn)
Die Oderbrücke Frankfurt, eine zweigleisige Eisenbahnbrücke, liegt bei Frankfurt (Oder) beziehungsweise Świecko und überspannt die Oder bei Stromkilometer 580,64. Als Teil der Bahnstrecke Frankfurt (Oder)–Posen verbindet sie die Bahnhöfe Frankfurt (Oder) Oderbrücke und Kunowice. In Schifffahrtsrinnenmitte der Oder verläuft die Staatsgrenze zwischen Deutschland und Polen, was auf dem Bauwerk dem deutschen Streckenkilometer 3,942 und dem polnischen Streckenkilometer 478,098 entspricht. Die ursprünglich zwischen 1868 und 1870 errichtete Brücke wurde mehrfach umgebaut und im Jahr 2008 durch einen Neubau ersetzt.

## Geschichte
Die Eisenbahnbrücke über die Oder wurde von der Märkisch-Posener Eisenbahn-Gesellschaft ab 1868 im Rahmen des Baus der Bahnstrecke Frankfurt (Oder)–Posen errichtet und am 26. Juni 1870 mit der Strecke in Betrieb genommen.
Das 444 m lange Bauwerk war ein eingleisiger eiserner Fachwerkbrückenzug, der von zehn Pfeilern und zwei Widerlagern getragen wurde. Die Unterbauten waren schon für ein zweites Gleis ausgelegt worden. Die elf Überbauten wiesen Stützweiten von 39,4 m auf. Die Brücke war auf der Oberstromseite mit einem zusätzlichen Pfeiler und einem senkrecht zur Brückenachse angeordneten Fachwerkträger ausgestattet. Dieser war mit Hebeeinrichtungen ausgerüstet, die es den Segelschiffen ermöglichten, den Mast zu legen oder zu stellen.
Im Jahr 1898 wurde die Brücke aus strategischen Gründen für rund 315.000 Mark um die Überbauten für das Richtungsgleis nach Frankfurt ergänzt. Die Inbetriebnahme folgte am 13. April 1899. Anschließend wurden die 30 Jahre alten Überbauten des anderen Gleises wegen gewachsener Zugmassen verstärkt, was Anfang 1900 beendet war.
Keine 30 Jahre später waren erneut Umbaumaßnahmen wegen erhöhter Zuglasten notwendig. Ab 1926 wurden die 1898 montierten Überbauten verstärkt und anschließend die älteren Überbauten des Nachbargleises durch Neubauten ersetzt. Schließlich folgte in den Jahren 1937 und 1938 die Verbreiterung der Schifffahrtsöffnung. Dazu wurden ein Strompfeiler in der Wasserstraße entfernt, die benachbarten Pfeiler verstärkt und ein neuer 80 m weit spannender Überbau eingebaut.
Am 19. Februar 1945 sprengten deutsche Truppen die Brücke erstmals, am 5. April 1945 die noch stehen gebliebenen Bauteile, so dass alle Pfeiler zerstört und die Überbauten abgestürzt waren. Schon ab dem 25. April fuhren sowjetische Militärzüge über eine hölzerne Behelfsbrücke, die 30 m stromaufwärts von Pionieren der Roten Armee errichtet worden war. Über die Brücke, die 1947 durch ein Hochwasser beschädigt wurde, wickelte die Sowjetunion ein Großteil der Transporte mit deutschen Reparationsleistungen ab.
Der Wiederaufbau der Oderbrücke, jetzt als Grenzbrücke zwischen Deutschland und Polen, begann 1946 auf den alten Pfeilern und Widerlagern. Bei den Überbauten kamen größtenteils erhalten gebliebene Bauteile der alten Konstruktion zum Einsatz, die Hauptöffnung wurde mit einem provisorischen Überbau überspannt. Im März 1947 wurde das Bauwerk eingleisig wieder in Betrieb genommen. Aufgrund des umfangreichen Güterverkehrs folgte bis 1953 die komplette Instandsetzung des Bauwerkes mit der Wiederherstellung der Überbauten des zweiten Gleises und der Montage eines neuen zweigleisigen, 80 m langen Überbaus über der Oderwasserstraße am 1. und 2. November 1952. Zusätzlich wurde im Westen im Anschluss an die Brücke am 23. Mai 1954 für den Güterverkehr der neue Grenzbahnhof Oderbrücke in Betrieb genommen. 1966 überfuhren täglich 45 Güterzüge mit rund 2000 Wagen die Grenzbrücke.
Der elektrische Zugbetrieb mit 3000 Volt Gleichstrom wurde auf der Brücke durch die polnische Staatsbahn am 28. Mai 1988 aufgenommen.
Aufgrund des schlechten Bauzustandes wurde am 9. Dezember 2005 das nördliche Gleis gesperrt und die maximale Geschwindigkeit der Züge auf dem südlichen Gleis auf 50 km/h vermindert. 2005 verkehrten an Werktagen 24 Zugpaare über die Brücke. Im Jahr 2008 wurde die Oderbrücke als Teil der Bahnstrecke Paris–Berlin–Warschau durch einen Neubau ersetzt. Dazu wurde die Bahnstrecke für zwei Monate vom 17. Oktober bis 13. Dezember gesperrt. Die Einweihung des Brückenneubaus war am 12. Dezember 2008. Die Investitionskosten in Höhe von rund für 25 Millionen Euro wurden von der Bundesrepublik Deutschland getragen.

## Konstruktion

### Brücke von 1953

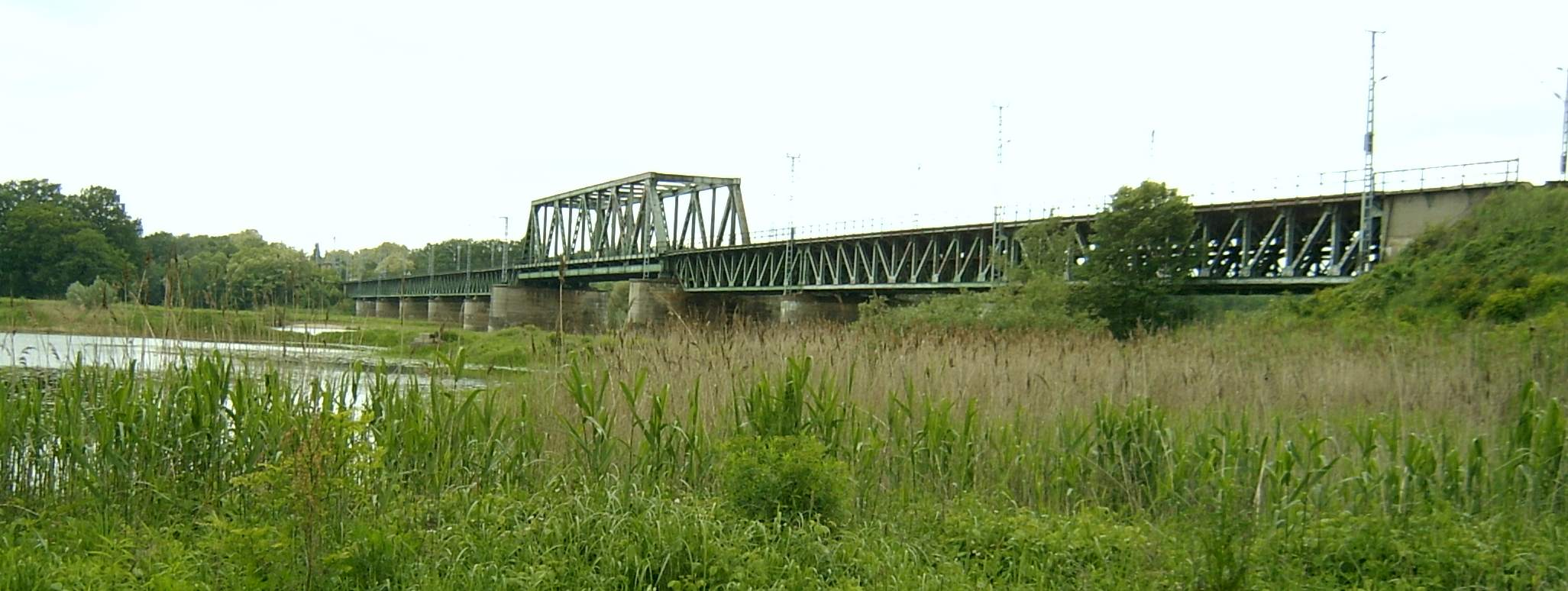
Brücke von 1953 bis 2008, Blickrichtung Westen

Die Brücke wies im Vorlandbereich sechs Öffnungen am westlichen und drei am östlichen Ufer auf. Das Bauwerkssystem bestand aus eingleisigen Einfeldträgern, parallelgurtige Fachwerkbalken mit oben liegender Fahrbahn und Stützweiten von rund 40 m. Die Oderwasserstraße wurde von einem eisernen, parallelgurtigen Ständerfachwerkträger mit unten liegender Fahrbahn und 80 m Länge überspannt. Die Gleise waren ohne Schotterbett direkt auf der Brückenkonstruktion befestigt.

### Brücke von 2008

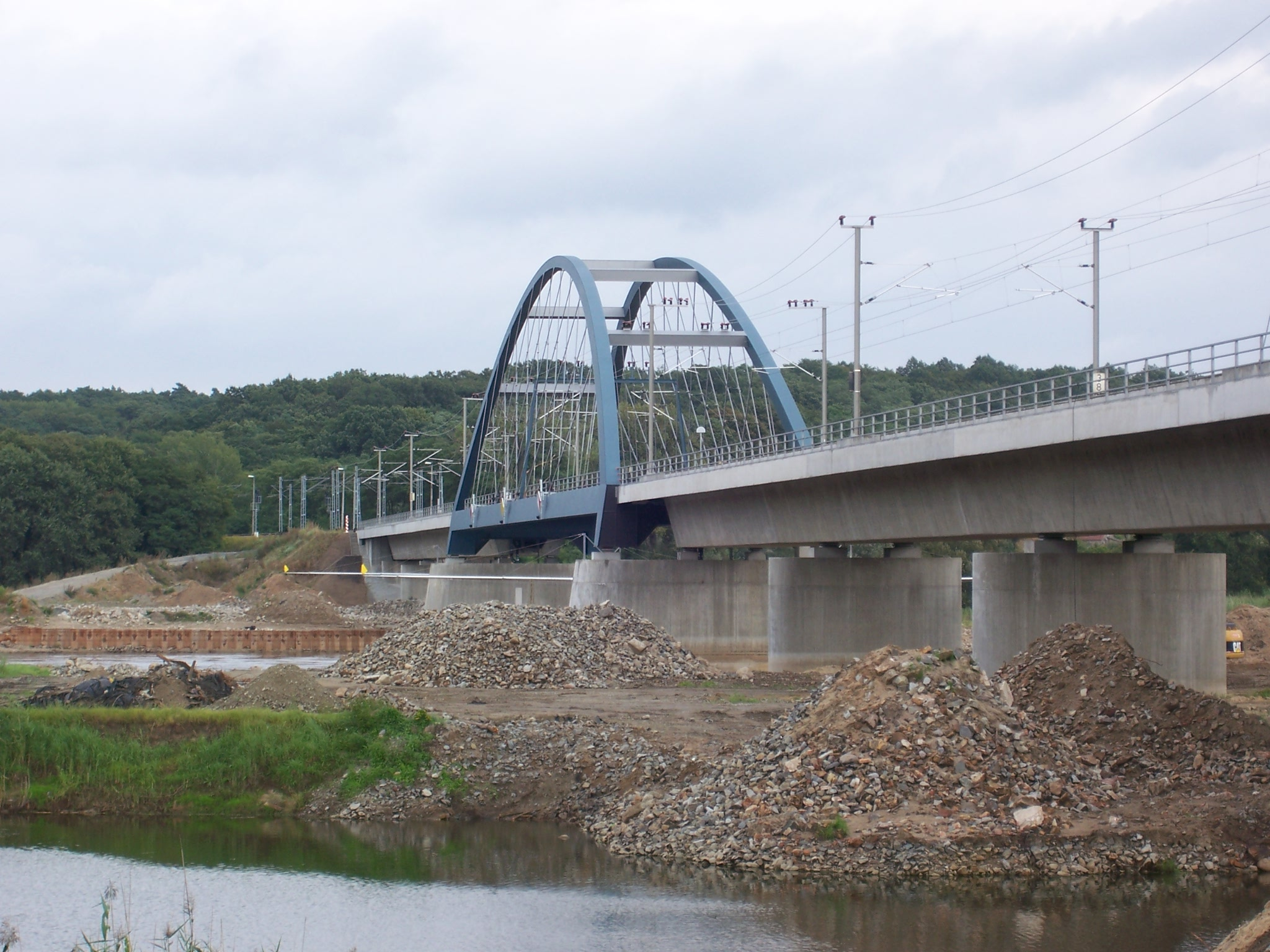
Neubau der Brücke von 2008

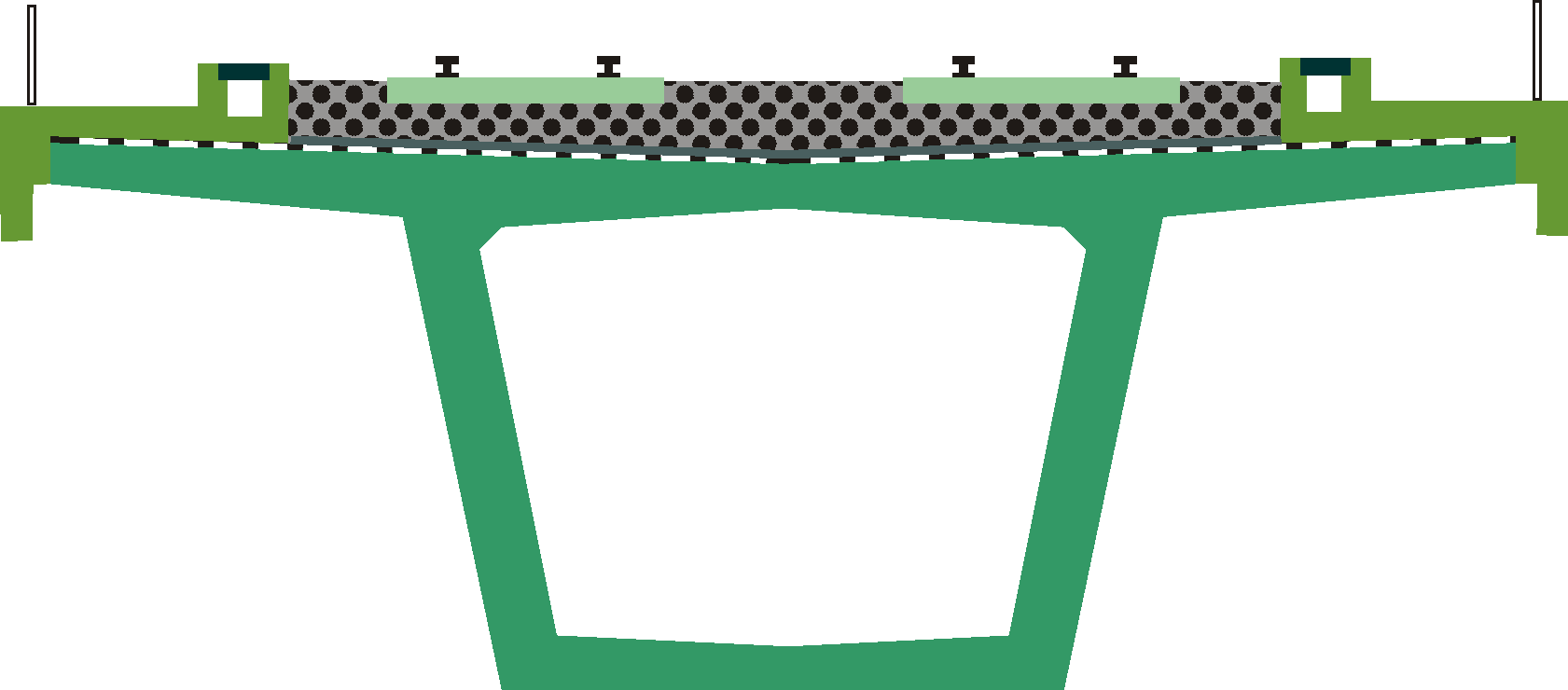
Stahlbetonhohlkastenquerschnitt

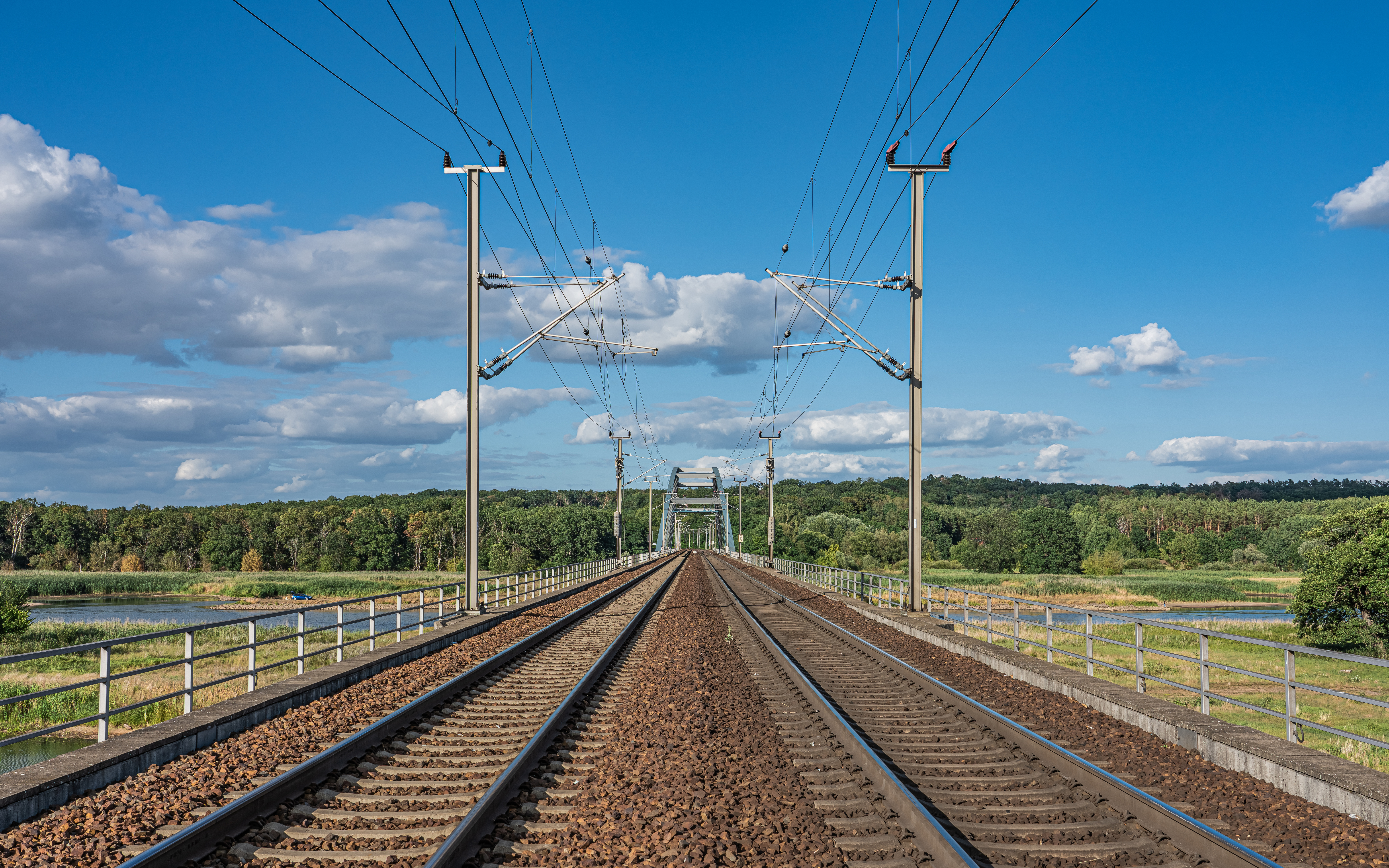
Blick auf die Brücke von den Gleisen auf deutscher Seite, 2022

Das neue Bauwerk wurde um 16 m in Richtung Polen verlegt. Es weist ein durchgehendes Schotterbett auf. Die Vorlandbrücken sind Spannbetonkonstruktionen, mit dem Durchlaufträger als Bauwerkssystem in Längsrichtung. Im Querschnitt besteht der Überbau aus einem einzelligen vorgespannten Stahlbetonhohlkasten mit einer Bauhöhe von 4 Metern und geneigten Stegen, in Längsrichtung vorgespannt.
Die westliche Vorlandbrücke, mit einer Gesamtstützweite von 206 m und einem Gewicht von 5220 Tonnen, weist vier Felder mit Stützweiten von jeweils 44 m auf, das Feld vor dem Widerlager spannt 30 m weit. Die östliche Vorlandbrücke, mit einer Gesamtstützweite von 128 m und einem Gewicht von 3500 Tonnen, besitzt zwei Öffnungen mit 44 m und eine mit 40 m Länge. Die Vorlandbrücken wurden im Wesentlichen im September 2008 fertiggestellt.
Die Strombrücke über der Oderwasserstraße sollte nach der ursprünglichen Entwurfsplanung als Stabbogenbrücke mit einem Gewicht von rund 1600 t ausgeführt werden. Da deren Ermüdungsfestigkeit nicht nachweisbar war, wurde ab dem 14. März 2008 umgeplant und nunmehr eine stählerne Netzwerkbogenbrücke mit 104 m Stützweite gefertigt, die mit 1100 t wesentlich leichter war. Im ersten Schritt wurden die alten nördlichen Überbauten demontiert. Anschließend folgte die Herstellung neuer Unter- und Überbauten. Schwierigkeiten und Verzögerungen gab es bei der Herstellung der bis zu elf Meter tiefen Gründung für die Pfeiler. Etwa 80 Tonnen schwere Schrottteile der alten, 1945 gesprengten Brücke hatten sich im Bau- beziehungsweise Flussgrund festgesetzt und behinderten insbesondere das Einrammen der Spundwände. Die Fremdkörper mussten mit Hilfe von Tauchern und schweren Kränen entfernt werden. Abschließend wurden die südlichen Überbauten demontiert, die neuen Spannbetonüberbauten mit Massen bis zu 6100 t, seitlich in die alte Streckenachse 9 m quer verschoben und die stählerne Strombrücke mit 1100 t Masse, die vorab am polnischen Ufer aufgeständert montiert wurde, mit Hilfe von Pontons und Transportmodulen eingeschwommen.